# 广州医科大学附属妇女儿童医疗中心
广州医科大学附属妇女儿童医疗中心，同时挂牌广州市妇女儿童医疗中心、国家儿童区域医疗中心（中南），是中国大陸廣東省广州市的三级甲等医院，为华南地区规模最大的集预防、医疗、保健、科研、教学为一体的公立妇女儿童专科医院。

## 历史沿革
广州市儿童医院和广州市妇幼保健院曾在文化大革命期间合并为广州市第七人民医院。1973年3月，当局撤销市七医院，恢复儿童医院和妇幼保健院建制。
2006年9月，广州市儿童医院、广州市妇幼保健院（广州市妇婴医院）和广州市人口和计划生育技术服务指导所整合成广州市妇女儿童医疗中心，原组成院所牌子继续保留。
2014年11月，医院成为中山大学的非直属附属医院。
2015年10月8日，医院三个院区全面推行“非急诊挂号全面预约”制度，是广东省首家全面取消非急诊人工挂号窗口的医院。
2020年，国家卫健委决定在中南区域以广州市妇女儿童医疗中心为主体设置国家儿童区域医疗中心。
2023年，医院第一名称变更为广州医科大学附属妇女儿童医疗中心，同时保留市妇女儿童医疗中心、市妇幼保健计划生育服务中心、市妇幼保健院、市儿童医院、市妇婴医院的牌子。

## 院区

### 儿童院区

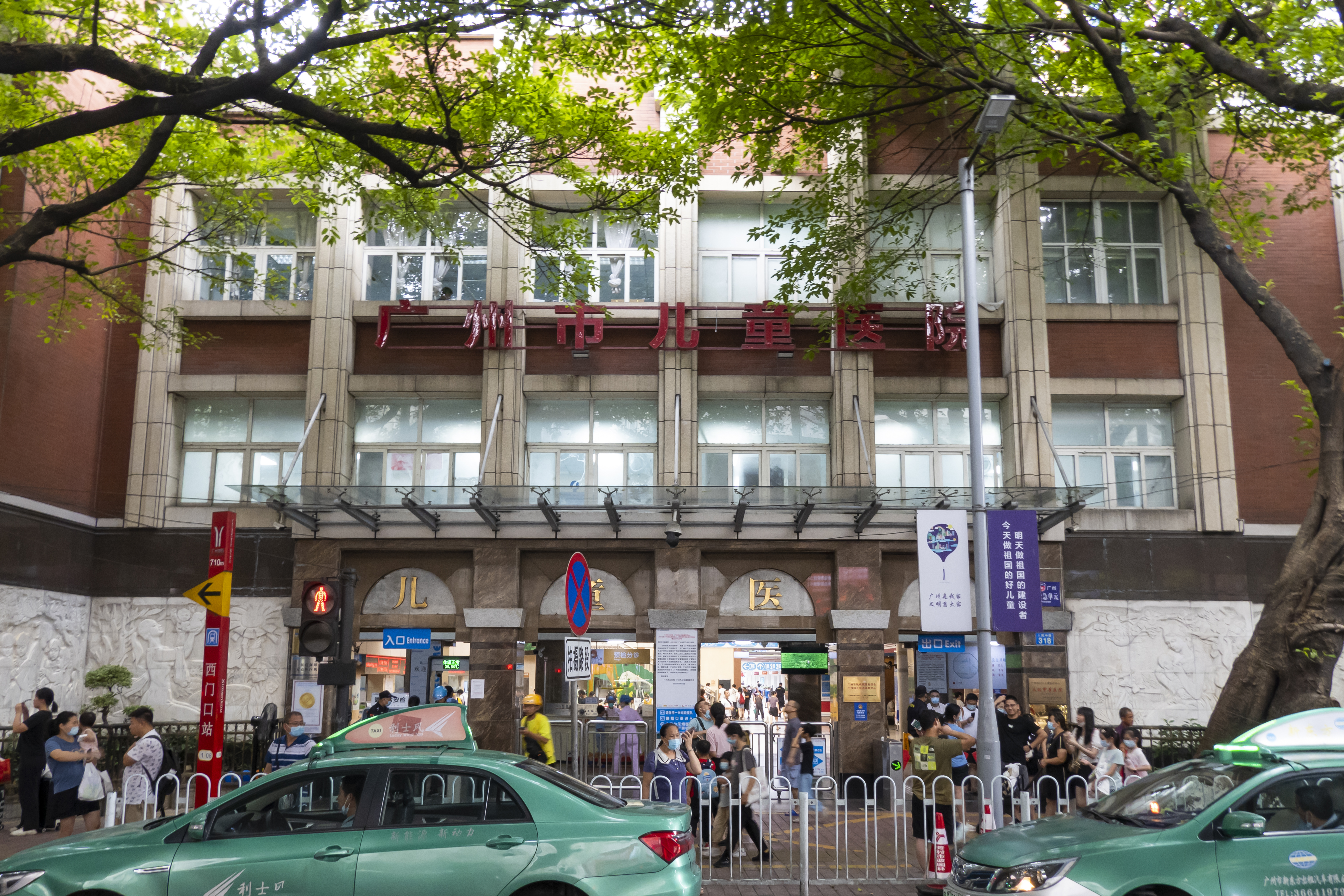
儿童院区正门

儿童院区位于越秀区光塔街道人民中路318号，同时保留原广州市儿童医院的牌子。
儿童医院前身为美国人达·保罗于1928年创建的达保罗医务所。达保罗在广州期間，常資助青年醫生留學。1909年，他参与筹办廣東公醫學堂，是中山醫學院的前身之一；學堂附設公醫院，達保羅任院長。1928年，達保羅去職，偕眷屬于妇孺醫院开設達保羅醫務所。1933年醫院遷至官祿路（今觀綠路）30號，更名為達保羅醫院。广州沦陷后，达保罗夫妇仍坚持留守。1940年达保罗逝世，随后太平洋战争爆发，医院被汪精卫政府列作敌产，达保罗夫人也被囚禁；医院被迫歇业，并改为廣東省政府衛生處。二战结束后，醫院先被接收為廣東省政府衛生處，後交由達保羅養女達瑤輝復業，但因經營不善，醫院難復舊觀。
中华人民共和国成立后，达保罗的女儿将院产捐献给中国政府。广州市人民政府于1951年7月接管该院，并于次月改为广州市市立医院第二部（儿科部）。1953年1月，与广州方便医院儿科合并为广州市人民医院儿科住院部；同年8月，更名为广州市儿童医院。1956年，在现址建成新门诊大楼。
儿童医院于1994年成立廣州市兒科研究所，1997年成为广州医学院非直属附属医院，1998年成立广州市重症儿童救治中心。
2014年1月，达保罗医院旧址入选首批广州市历史建筑。

### 妇婴院区

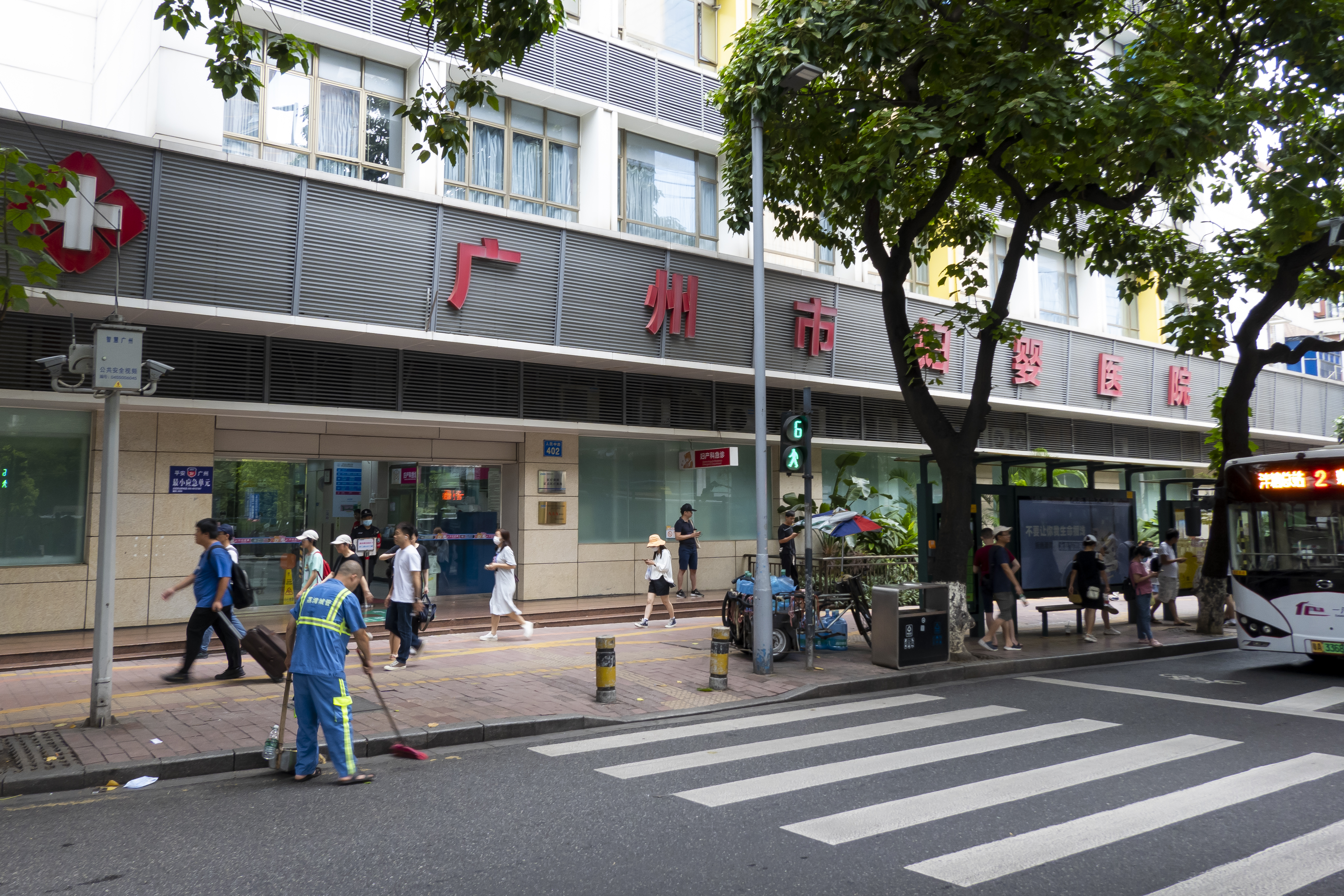
妇婴院区

妇婴院区位于越秀区光塔街道人民中路402号，同时保留原广州市妇婴医院、广州市妇幼保健院的牌子。
医院前身为妇产科医师谢爱琼于1908年在十六甫创办的妇孺医院和加拿大天神会修女戈是玲于1946年在河南宝岗创办的伯多禄医院。妇孺医院于1956年8月由广州市人民政府接办；伯多禄医院在1953年被广州市卫生局接管，1954年3月更名为广州市河南区产院，1956年10月并入妇孺医院。
妇孺医院1963年5月更名为广州市妇幼保健院，住院部及办公室迁至现址（原为周活民医院），门诊部仍设于惠福西路原址。1968年12月，与儿童医院合并为市七医院，妇产科住院及门诊迁至儿童医院。1973年3月，恢复妇幼保健院建制，住院及门诊部均迁回人民中路原址。1986年12月，妇幼保健院加挂广州市妇婴医院的牌子。1997年9月，成为广州医学院非直属附属医院。

### 珠江新城院区
珠江新城院区位于天河区冼村街道金穗路9号。

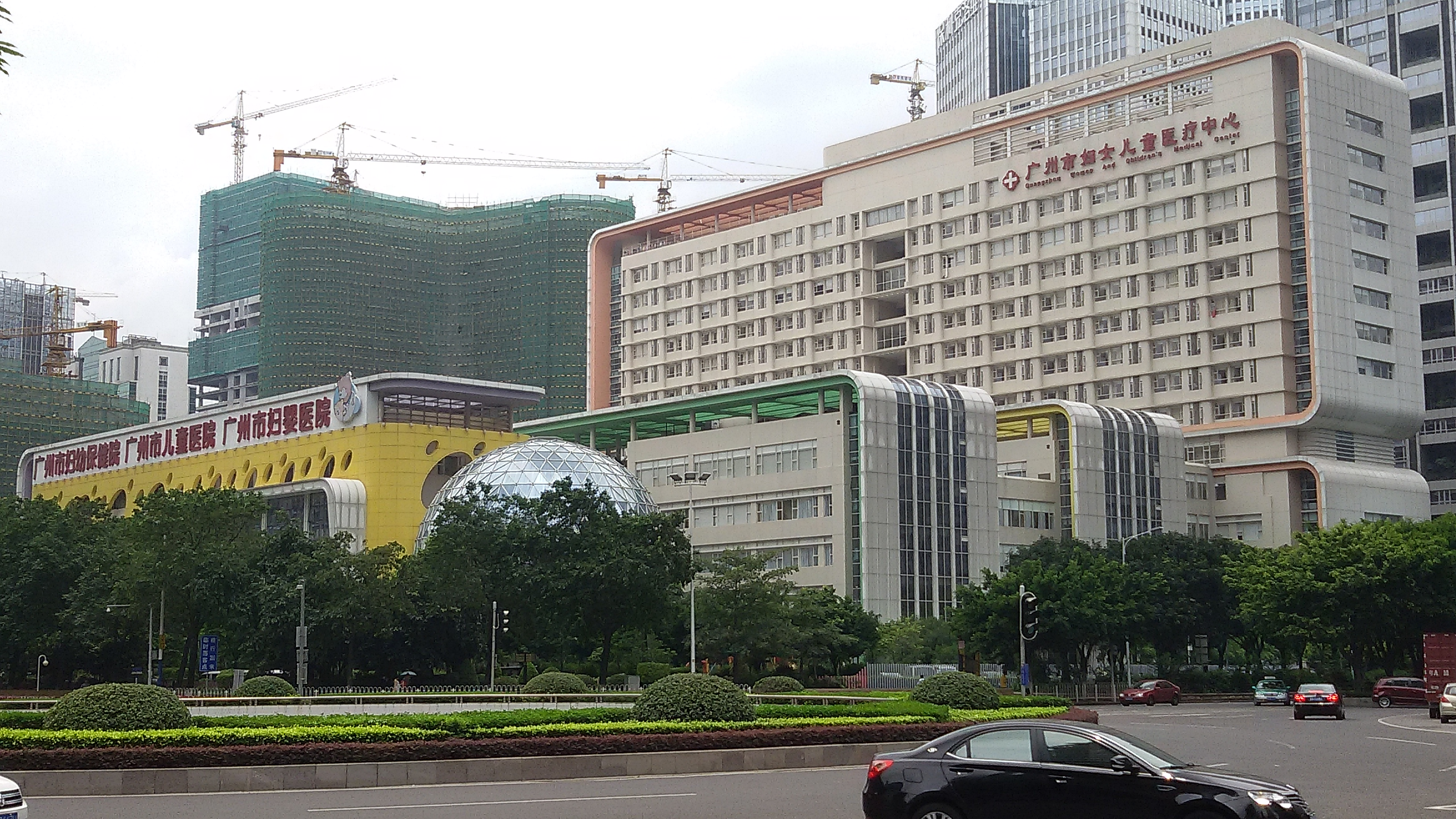
珠江新城院区

由于广州市儿童医院和妇幼保健院已长期超负荷运作，广州当局于2004年决定在珠江新城建设全新的妇幼医疗中心。该院区于2005年5月开工，2009年9月完工，建成时号称华南地区规模最大、设备最全的妇儿医院；同年10月9日正式开业。

### 增城院区

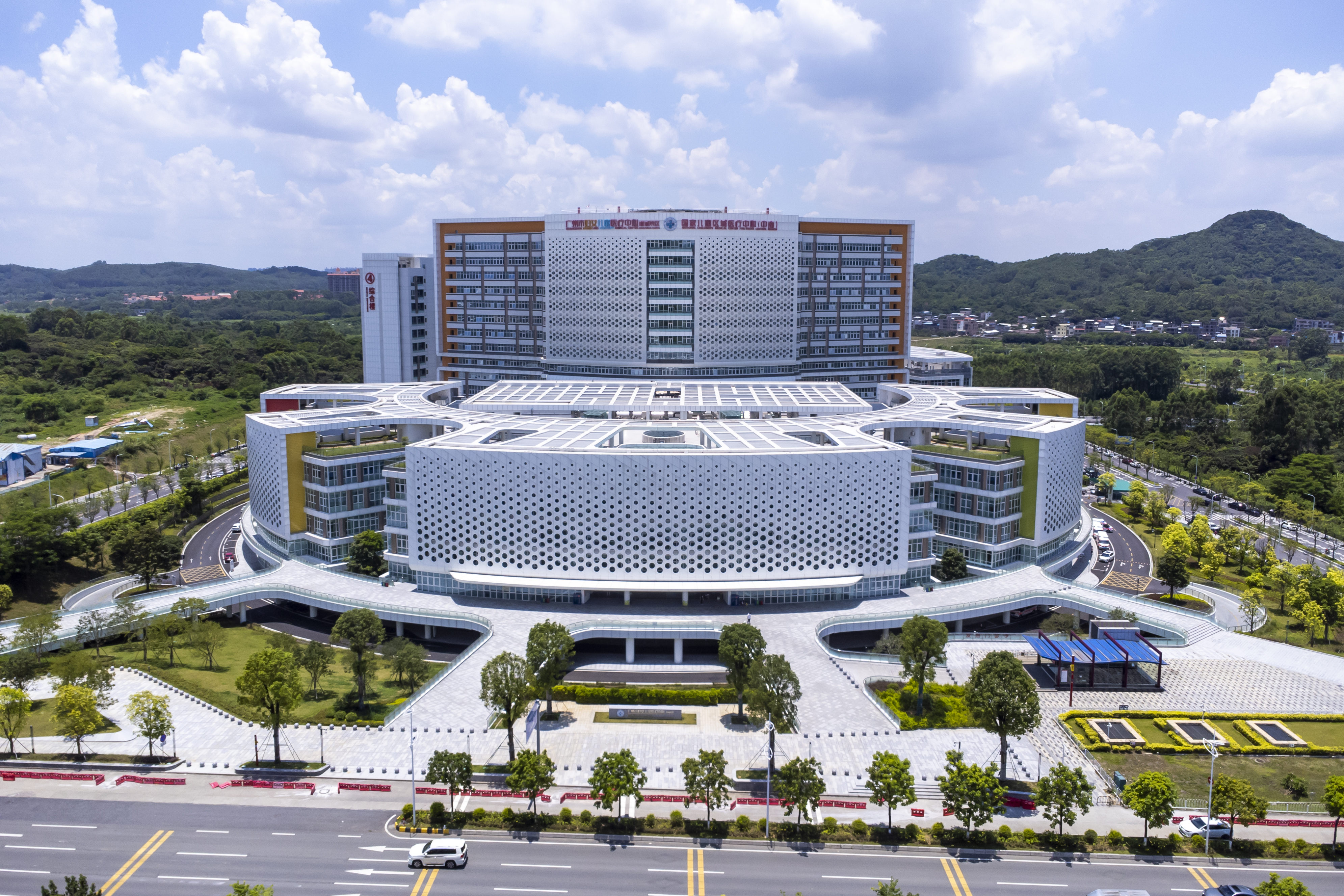
增城院区

增城院区位于增城区荔湖街道清燕社区增城大道293号，同时挂“广州市增城区妇幼保健院”的牌子。
2017年9月，增城区妇幼保健院移交广州市妇女儿童医疗中心管理，并启动新院区建设。COVID-19疫情发生后，医院调整感染楼的设计，增加其建筑面积，以适应疫情防控需要。2022年9月16日，增城院区除感染楼外正式投入运营，建成时号称为亚洲最大的妇幼医院；同月19日正式开诊。

### 白云院区
白云院区位于白云区新市街道新达路91至93号。
广州妇儿中心及广州当局此前曾规划在白云新城建设国际化妇女儿童健康保健中心，并在2019年3月与广州市国资委旗下广州国发新联及淡马锡控股子公司薛尔思医疗签订《合资经营合同》。但该项目因故未能成事，广州当局则称该地块将被用于广州市重大项目建设，国际妇儿医院需另行选址建设。
2020年9月，白云院区儿童孤独症评估与干预中心开诊。截至目前，白云院区仅提供儿童健康管理、发育促进、心理行为治疗、健康教育等专科门诊服务，不提供发热、咳嗽、腹泻、急诊以及妇产科服务，亦未开放公费医疗统筹功能。

### 柳州医院
柳州医院位于广西壮族自治区柳州市鱼峰区博园大道50号，是医院首个外地院区。同时挂柳州市儿童医院及柳州市妇产医院的牌子。
医院前身为2017年投入使用的柳州市妇幼保健院柳东分院，是广西第一家儿童医院。2021年11月，广西壮族自治区人民政府、柳州市人民政府与广州妇儿中心签订共建区域儿童医疗中心合作协议；次年12月27日，广州市妇女儿童医疗中心柳州医院正式挂牌。2022年10月，柳州医院入选第四批国家区域医疗中心项目名单。

### 其他在建院区
- 南沙院区：位于南沙区黄阁镇蕉门市南路，已于2020年3月开工[31]。
- 花都院区：位于花都区花城街石岗村，由花都区人民政府、广州市卫健委和广州妇儿中心合作建设，已于2022年1月开工[32]。

## 学科建设
截至2023年7月，广州妇儿中心拥有小儿消化科、小儿呼吸科、小儿外科、新生儿科等四个国家临床重点专科，产科、妇科、新生儿医学中心、口腔中心、胎儿医学中心、妇幼保健学专科、临床营养科、儿科重症等八个广东省临床重点专科。
在2021年中国医院及专科声誉排行榜中，广州妇儿中心位列医院综合排行榜第69名，医院的小儿外科和小儿内科分别位列专科综合排行榜第4名和第6名。